# 布朗鎮區 (印地安納州里普利縣)
布朗鎮區（英語：Brown Township）是位於美國印地安納州里普利縣的一個行政鎮區。

## 地方資料
根據2010年美國人口普查的數據，布朗鎮區的面積為139.00平方千米，當中陸地面積為138.70平方千米，而水域面積為0.30平方千米。當地共有人口1597人，而人口密度為每平方千米11.49人。